# The Cryonic Woman
The Cryonic Woman (с англ. — «Отмороженная женщина») — девятнадцатая серия (последняя) второго сезона мультсериала «Футурама». Североамериканская премьера этого эпизода состоялась 3 декабря 2000 года.

## Сюжет
После того как Фрай вместе с Бендером разнесли офис Межпланетного экспресса по невнимательности Лилы, профессор решил уволить всех троих. Оставшись без работы, Лила предлагает всем устроиться на новую работу, используя свои старые карьерные чипы. В офисе фирмы «Прикладная заморозка», где раньше работала Лила, выяснилось, что на её должность теперь претендует Фрай, потому как они перепутали свои карьерные чипы, а сама она теперь будет простым курьером. Устроившись на должность советника по разморозке, направляющего на дальнейшую обработку, Фрай вместе с Бендером, который в основном лишь пугал пациентов, встретил знаменитого комика Поли Шора.
Спустя некоторое время Фрай размораживает ещё одну пациентку — Мишель, свою девушку из XX века. Она говорит, что лишь с ним была по-настоящему счастлива. Они начинают встречаться, и Фрай знакомит Мишель со своими друзьями, от которых она приходит в ужас. Так и не поняв новое тысячелетие, Мишель просит Фрая отправиться с ней в будущее ещё на тысячу лет вперёд, чтобы начать всё заново. Понимая, что любовь к Мишель важнее, чем его устроенная жизнь, Фрай бросает всё и вместе с любимой замораживает себя в криокамере.
Проснувшись в пустыне, Мишель и Фрай оказываются в полуразрушенном мире, где их окружают лишь дымящиеся руины зданий. Они полагают, что это и есть 4000 год. Мишель не рада новому месту проживания и требует от Фрая, чтобы он обустроил их жизнь. Вырыв землянку, сильно напоминающую обычную яму, Фрай и Мишель засыпают в ней. Наутро их будят агрессивно настроенные дети, причём с оружием в руках. Позже Фрай и Мишель узнают, что главным в этих краях является малыш по имени Бутч. Со временем Фраю начинает нравиться жить под предводительством Бутча, но это не устраивает Мишель, которая хочет видеть в своём возлюбленном более амбициозного мужчину. Фрай соглашается ради любимой устроить революцию. Сообщив предводителю о своих намерениях, Фрай и Бутч решают провести смертельный заезд на скейтах. По итогам этого заезда Фрай выигрывает гонку, но под прицелом пистолета уступает Бутчу… которого через минуту забирает в школу мать.
Ничего не понимающие в происходящем влюблённые ссорятся, и Фрай уходит от Мишель. Путешествуя в одиночестве, он доходит до города, где вскоре встречает… Лилу, Бендера и профессора. Они объясняют, что Фрай не в пятом тысячелетии, а в 3001 году, в Лос-Анджелесе. В тот момент, когда Фрай расспрашивает команду об окружающем его мире, к ним подлетает лимузин, в котором сидит Мишель с Поли Шором. Она сообщает Фраю, что у них ничего не получится, и бросает его.